# Taloza
Taloza je aldoheksozni šećer. Ona je veštački monosaharid koji je rastvoran u vodi i neznatno rastvoran u metanolu. Neki etimolozi sugerišu da je ime taloze izvedeno iz lika grčke mitologije Talosa, mada je relevantnost toga nejasna.
Taloza je C-2 epimer galaktoze.

## Literatura
- Lindhorst, Thisbe K. (2007). Essentials of Carbohydrate Chemistry and Biochemistry (1. изд.). Wiley-VCH. ISBN 978-3-527-31528-4.
- Robyt, John F. (1997). Essentials of Carbohydrate Chemistry (1. изд.). Springer. ISBN 978-0-387-94951-2.